# Sture Ridderstad
Sven Sture Soldan Ridderstad, född 16 maj 1911 i Stockholm, död 19 februari 1989, var en svensk fideikommissarie. Han var son till häradshövding Carl Soldan Ridderstad och Hedvig Elisabeth Charlotta Ekelund.